# Aljaž Jovanović
Aljaž Jovanović, slovenski dramski in filmski igralec, * 1984

## Poklic
Aljaž je v Ljubljani pod mentorstvom Kristijana Mucka, Branka Šturbeja in Dušana Mlakarja študiral dramsko igro in umetniško besedo na Akademiji za gledališče, radio, film in televizijo. 2008 se je pridružil ansamblu SNG Drama Ljubljana, kjer je ostal do leta 2019. Trenutno deluje kot igralec na svobodi. Za svoje delo je prejel že več nagrad.

## Vloge

### Film
- Kandidatka in šofer (2009)

### Televizija
- Življenja Tomaža Kajzerja (2014)
- Usodno vino (2015–17)
- Ekipa Bled (2019)
- Têlenovela (2021)

### Gledališče
- Vojna in mir (2017)
- Biblija
- Utopia. Arheologija Raja
- Čarobna gora

## Nagrade
- Nagrada Sklada Staneta Severja
- Priznanje Združenja dramskih umetnikov Slovenije
- Borštnikova nagrada za mladega igralca [2]